# 绍塞群岛
绍塞群岛（法語：Îles Chausey，法語發音：[il ʃozɛ]）是法国诺曼底大区芒什省的一组群島，位于圣米歇尔山湾以北，距离港口城市格朗维尔海岸15.8千米。该群岛现为度假区和旅游胜地。